# Jorge Batlle: entre el cielo y el infierno
Jorge Batlle: entre el cielo y el infierno es una película documental uruguaya de 2024, dirigida por Federico Lemos. Recopila los hechos históricos, políticos, económicos y sociales acaecidos durante la presidencia de Jorge Batlle Ibáñez (1 de marzo de 2000 a 1 de marzo de 2005), con especial hincapié en la crisis de 2002.
La película incluye testimonios de todos los expresidentes vivos al momento de rodarla, así como de sus hijos Raúl y Beatriz, su viuda Mercedes Menafra, además de destacados economistas de la época, como Danilo Astori, Alberto Couriel, Alberto Bension y Carlos Steneri, y numerosos exjerarcas gubernamentales y colaboradores.
Tienen particular destaque la Comisión para la Paz y los testimonios de Juan Gelman y su nieta Macarena. El académico Gerardo Caetano contribuye con su relato calificado.